# سان كريستوبال دي لا لاغونا
سان كريستوبال دي لا لاغونا (بالإسبانية: San Cristóbal de La Laguna) هي مدينة تقع في مقاطعة سانتا كروث دي تينيريفه التابعة لمنطقة جزر الكناري جنوب غرب إسبانيا. هي ثاني أكبر مدينة في تنريف، وثالث مدينة في الأرخبيل، تقع في جزيرة تنريف.
كانت المدينة واحدة من العاصمة القديمة لجزر الكناري، والآن هي المركز الفكري للجزر الكناري. في عام 1999 وأعلنت المدينة مواقع التراث العالمي. المدينة أيضاً لديه تأثير قوي الدينية، لأنها هي كاتدرائية لا لاغونا، موطن الأسقف الكاثوليكي تينيريفه وغيرها من الكنائس المسيحية الرئيسية. مثل الحبل بلا دنس. من بين المعالم والأماكن ذات الأهمية هي: الجزء القديم من المدينة.
بالإضافة إلى ذلك، كانت المدينة قد أقدم جامعة في جزر الكناري، جامعة لا لاغونا.

## الديموغرافيا
بلغ عدد سكان مدينة سان كريستوبال دي لا لاغونا 159.034 نسمة عام 2023 (وفقاً للمعهد الوطني للإحصاء الإسباني).
| 121.769 | 127.945 | 135.004 | 141.627 | 144.347 | 150.661 | 153.187 | 159.034 |

## توأمة
لسان كريستوبال دي لا لاغونا اتفاقيات توأمة مع كل من:
- ساو باولو
- هافانا القديمة
- لاس بالماس دي غران كناريا

## أعلام
- أوسكار دومينغيز
- دومينغو بيلو إي إسبينوزا
- خوان دي خيسوس
- دومينغو بيريز كاسيريس
- فيليبي فرنانديز غارسيا
- سيرجيو رودريغيز
- جوزيه دي أنشيتا
- خوسيه رودريغيز دي لا أوليفا
- أمارو رودريغز
- آنا غيرا